# Lamprosoma alacre
Lamprosoma alacre là một loài bọ cánh cứng trong họ Chrysomelidae. Loài này được Caxambu & de Almeida, Lucia Massutti miêu tả khoa học năm 2003.